# 수요볼링
《수요볼링》는 대한민국의 SBS에 방송되었던 볼링 전문 프로그램이다. 지역 민방 개국 이전에는 수도권 송출 지역으로 방송하였다.

## 방송 일정
| 방송 채널 | 방송 기간                          | 방송 시간                    |
| --------- | ---------------------------------- | ---------------------------- |
| SBS       | 1991년 12월 11일 ~ 1994년 1월 26일 | 매주 수요일 밤 10:55 ~ 11:50 |

## 역사
SBS TV는 개국 직후, 이틀간 《SBS 스포츠 스포츠 - 수요볼링》을 첫 방송으로 선보였으며, 이후 수개월 동안 《수요볼링》이라는 제목으로 방송을 지속하였다. 그러나 1993년 이후 프로그램의 인기가 점차 하락함에 따라, 1994년 1월 26일을 끝으로 방송이 종영되었다.

## 진행자
- 왕수현 아나운서
- 볼링 해설위원 (이은혁)

## 평가
SBS가 개국하면서, 볼링 마니아층들의 인기가 높아져, 심야 시간대를 가구당 시청 점유율이 30~40%라는 기록하였다.

## 같이 보기
- 볼링
- 토요볼링 (부산문화방송 제작, 1987년부터 현재 방송 중)
- TBC 볼링 (대구경북 TBC 제작, 2000년부터 현재 방송 중)

| SBS TV 수요일 밤 11시대 프로그램 | SBS TV 수요일 밤 11시대 프로그램  | SBS TV 수요일 밤 11시대 프로그램        |
| 이전 작품                        | 작품명                            | 다음 작품                               |
| -------------------------------- | --------------------------------- | --------------------------------------- |
| -                                | 수요볼링 (1991.12.11 ~ 1994.1.26) | 특선 외화 시리즈 (1994.2.2 ~ 1995.6.21) |